# Osiedle Jana Kochanowskiego (Kielce)
Osiedle Jana Kochanowskiego – osiedle mieszkaniowe w południowej części Kielc.
Obszar osiedla, o kształcie zbliżonym do prostokąta, ograniczają w przybliżeniu:
- od zachodu – ul. Kochanowskiego,
- od północy – wzgórze Psie Górki,
- od wschodu – ul. Strasza,
- od południa – ul. Wapiennikowa.

Znajduje się tu 26 budynków wielorodzinnych, zarządzanych przez Spółdzielnię Budowlano-Mieszkaniową "Pionier" (administrującą też sąsiednim osiedlem Barwinek), a także kilka budynków wielorodzinnych zbudowanych przez innych inwestorów, ale w potocznym rozumieniu często zaliczanych do tego osiedla.
Zabudowania są położone przy ulicach: Jana Kochanowskiego, Maksymiliana Strasza, księdza Ignacego Jana Skorupki, Jadwigi Prendowskiej, Jana Chryzostoma Paska, Wapiennikowej.
Do osiedla docierają linie autobusowe o numerach 24, 34, 54.